# Тюмень
Тюме́нь (рос. Тюмень, сиб.тат. Цимкетора, каз. Түмен, Төмен) — місто в Росії, адміністративний центр Тюменської області. Розташоване в Західному Сибіру, на річці Турі, притоці Тоболу. Знаходиться за 1725 км від столиці Росії — Москви. Населення міста станом на 2023 рік становило 850 400 осіб.

## Походження назви
Достовірної інформації про історію назви міста немає. Проте існують різні версії щодо цього. Татарські легенди пов'язують її з словом «тюмен», що в перекладі з монгольської «10 тисяч». Раніше також вважали, що ця назва складається з двох окремих слів «тю» і «мяна», що відповідно означають «приналежність» і «надбання» — тобто мій здобуток, моє надбання. Існують також й інші версії.

## Історія
29 червня 1586 року, за наказом царя Федора Івановича починається будівництво Тюменського острогу на основі легендарної фортеці Чінга-Тура.
Тюмень була збудована на караванному шляху з Середньої Азії до Поволжя. Водні артерії місцевості зв'язували Тюмень з Крайньою Північчю і Далеким Сходом. Таким чином створювались сприятливі умови для розвитку міста. Найбільше селилось тут бояр та купців.
До початку ХІХ століття Тюмень перетворилася на потужний торговельний вузол Сибіру. Це був своєрідний транзитний пункт між Китаєм та Росією.
Період особливого розквіту міста припадає на ІІ половину XIX століття.

## Клімат
| Клімат Тюмені                              | Клімат Тюмені | Клімат Тюмені | Клімат Тюмені | Клімат Тюмені | Клімат Тюмені | Клімат Тюмені | Клімат Тюмені | Клімат Тюмені | Клімат Тюмені | Клімат Тюмені | Клімат Тюмені | Клімат Тюмені | Клімат Тюмені |
| Показник                                   | Січ.          | Лют.          | Бер.          | Квіт.         | Трав.         | Черв.         | Лип.          | Серп.         | Вер.          | Жовт.         | Лист.         | Груд.         | Рік           |
| Абсолютний максимум, °C                    | 5,6           | 7,0           | 17,1          | 30,7          | 34,9          | 36,2          | 37,5          | 37,4          | 31,2          | 24,1          | 12,8          | 6,7           | 37,5          |
| Середній максимум, °C                      | −10,7         | −8,1          | 0,1           | 9,4           | 17,7          | 23,3          | 24,5          | 21,2          | 14,7          | 7,3           | −3,5          | −9,1          | 7,2           |
| Середня температура, °C                    | −15           | −13,3         | −5,3          | 3,7           | 11,3          | 17,1          | 18,8          | 15,8          | 9,6           | 3,1           | −7            | −13           | 2,2           |
| Середній мінімум, °C                       | −19,2         | −18,1         | −10,4         | −1,3          | 5,4           | 11,3          | 13,6          | 11,1          | 5,4           | −0,4          | −10,4         | −16,9         | −2,5          |
| Абсолютний мінімум, °C                     | −46,2         | −43,7         | −38,4         | −29,5         | −10,2         | −1,9          | 0,7           | −2,7          | −8,6          | −26,7         | −41           | −49,2         | −49,2         |
| Середня кількість сонячних годин на місяць | 68,2          | 123,2         | 167,4         | 243,0         | 272,8         | 300,0         | 328,6         | 238,7         | 165,0         | 102,3         | 69,0          | 55,8          | 2134,0        |
| Норма опадів, мм                           | 25            | 15            | 17            | 23            | 45            | 55            | 89            | 60            | 57            | 38            | 34            | 27            | 485           |
| Днів з дощем                               | 0,4           | 0,2           | 2             | 9             | 16            | 17            | 17            | 19            | 19            | 13            | 4             | 0             | 117           |
| Днів зі снігом                             | 24            | 19            | 15            | 8             | 4             | 0,2           | 0             | 0             | 2             | 11            | 20            | 23            | 126           |
| Вологість повітря, %                       | 80            | 76            | 70            | 62            | 58            | 65            | 72            | 77            | 77            | 77            | 80            | 80            | 73            |
| ------------------------------------------ | ------------- | ------------- | ------------- | ------------- | ------------- | ------------- | ------------- | ------------- | ------------- | ------------- | ------------- | ------------- | ------------- |

## Транспорт

### Автомобільний
Через місто прокладено федеральні автошляхи: Р-351, Р401, Р-404.

### Авіаційний
Місто обслуговують два аеропорти Рощино та Плеханово.

### Залізничний
Місто обслуговує залізнична станція Тюмень. Від міста розходяться залізничні лінії на Єкатеринбург, Новий Уренгой, Нижньовартовськ, Омськ.

### Громадський
З 11 червня 1970 до 5 жовтня 2009 року діяв тролейбус.
Для транспортного обслуговування населення на території міста Тюмені діє автобусна маршрутна мережа, що має у своєму складі 134 маршрути загальною протяжністю 2131,80 км, в тому числі 87 міських та 47 приміських.

## Сучасність
В наш час Тюмень — велике промислово розвинене місто, нафтовий вузол. Тут знаходиться понад 50 науково-дослідницьких і проектних інститутів.

## Спорт
У місті 10 стадіонів, найбільший з яких «Геолог». В професійному спорті місто представлене командами ФК «Тюмень» (Футбольна Національна ліга), ХК «Рубін» (Вища хокейна ліга), ХК «Тюменський Легіон» (Молодіжна хокейна ліга), міни-футбольною «Тюменню» (Суперліга), волейбольним клубом «Тюмень» (Суперліга), ВК «Тюмень-ТюмГУ» (Суперліга)
В місті працюють 7 шкіл олімпійського резерву та регіональний центр підготовки футболістів. В передмісті Тюмені розташований великий біатлонний центр «Перлина Сибіру». Також тут розміщується обласний центр зимових видів спорту.

## Персоналії
- ́Гуляєв Юрій Олександрович (1930—1986) — російський і український співак (ліричний баритон);
- Воскресенський В'ячеслав Костянтинович (* 1948) — радянський і російський актор театру і кіно.